# Coletivo Pró Higienópolis

## Coletivo Pró Higienópolis
Preservar, Participar, Cuidar.
Somos um coletivo de moradores que acredita na força da cidadania para defender e preservar Higienópolis.
Instagram: Coletivo Pró Higienópolis ( @coletivoprohigienopolis )
1. ↑  «Instagram». www.instagram.com. Consultado em 18 de agosto de 2025